# Poop

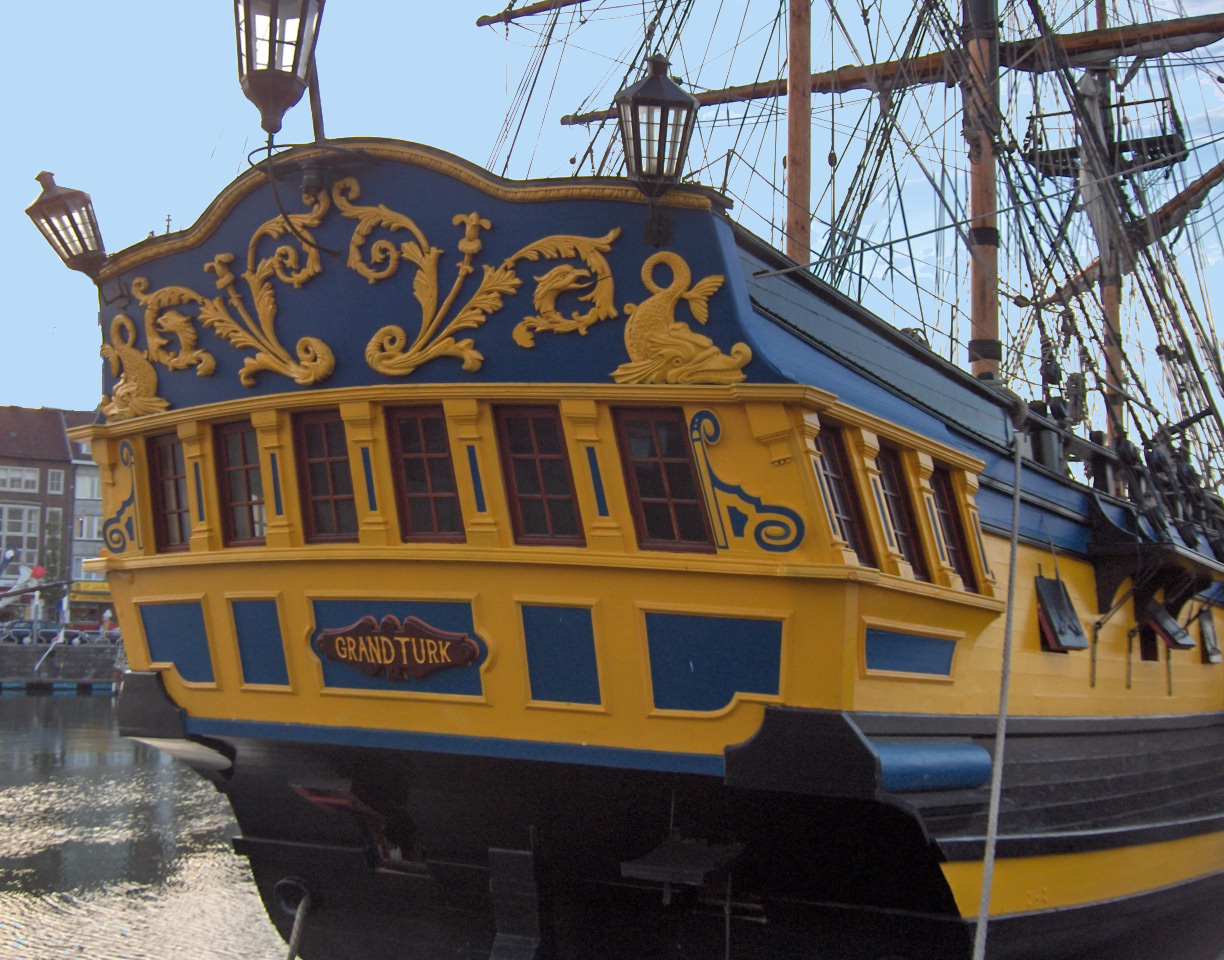
Akter på Grand Turk med poopdäck

Poop är ett uppbyggt akterdäck, högre än midskepps. Detta däck kallas på svenska oftast för halvdäck.
Under poopen finns hytter för befäl, t.ex. kaptenen, och byssan. Om fartyget inte har ett midskeppsbygge med hytter, byssa och dagrum för manskap och befäl kan poop innebära en överbyggnad eller ett så kallat akterbygge, som också är bostadsdel för besättningen. På ett litet fartyg kan med poop menas en enkel styrhytt akterut.
Ordet "poop" kommer i engelskan från medelfranskans poupe, i sin tur av latinets puppis via italienskans poppa, som alla betyder "akter".